# 불나방스타쏘세지클럽
불나방스타쏘세지클럽은 대한민국의 밴드이다. 부에나 비스타 소셜 클럽이라는 이름에서 영감을 받아 지은 그룹명이며, 줄여서 〈불쏘〉, 〈불쏘클〉, 〈불별쏘〉로 불리기도 한다. 2009년에는 활동 4년 만에 첫 정규 음반 《고질적 신파》를 발매했다. 2010년 9월 3일 <석연치 않은 결말> 공연을 마지막으로 은퇴를 선언했다가 슈퍼스타K 4에서 유승우가 부른 석봉아로 조금씩 인기를 끌기 시작하면서 은퇴 선언을 뒤집고 2013 6월 《캠퍼스 포크송 대백과 사전》으로 복귀했다.

## 구성원

### 현재 구성원
- 조까를로스 (보컬, 기타): 조작까(화가)로도 활동 중이다.
- 까르푸황 (베이스): 씨티알싸운드대표 음악프로듀서 엔지니어링 등 다양한 활동을 하고 있다.밴드 와이낫의 베이시스트. 퀘보스타에서도 활동 중이다.
- 유미 (드럼, 퍼커션): 강산에 밴드의 퍼커션세션으로도 활동 중이다.
- 김간지 (드럼, 퍼커션, 랩): 마초적인 외모와 도시남자다운 쉬크한 말투로 인기있다. 남자는 아무도 따르지 않는다는 신념하에 트위터에서 아무도 팔로우 하지 않고 있다.
- 후르츠김 (멜로디언, 건반): 은퇴 후 자아를 찾아 떠났다가 2016년 6월 돌연 복귀했다. 과일처럼 달콤하고도 구슬픈 멜로디언 연주가 일품. 복귀 후 이도류 멜로디어니스트로의 활약을 예고했다.

### 이전 구성원
- 몬테소리 (퍼커션): 정규 앨범 발매 전 활동 멤버. 현 불쏘클 싸이월드 클럽 클럽장으로 활동중이다.
- 칸초칸초 웅 (베이스): 정규 앨범 발매 전 활동 멤버. 빌려 쓰던 베이스를 잃어버렸다는 이유로 활동을 중단했다.
- 로리타 곤잘레스 (멜로디언): 밴드 옥상달빛의 보컬과 건반을 맡고 있다. 1회 그린플러그드 페스티벌에서 객원으로서 출장했다.
- 후르츠김 (멜로디언, 건반): 감성적인 음악을 추구하는 티미르호에서 선장으로 활동하다 은퇴 선언 후 탈퇴했다.

## 음반 목록

### 디지털 싱글
1. 캠퍼스 포크송 대백과 사전 (2013년 6월)
2. 뻘밭에서 (2015년 10월)
3. 처음 보는 여자 (2015년 10월)

### EP
1. 악어떼 (2008년 12월)
2. 석연치 않은 결말 (2010년 9월)

### 정규 음반
1. 고질적 신파 (2009년 6월)

### 참여 음반
1. 고령화 가족 OST 《초우》 (2013년 5월)
2. 제비다방컴필레이션2016 《유어네임이즈프린스》 (2016년 6월)